# Forças Armadas do Brasil
As Forças Armadas do Brasil (FA) são constituídas pela Marinha, pelo Exército e pela Força Aérea Brasileira. Conforme a Constituição Federal de 1988, "são instituições nacionais permanentes e regulares, organizadas com base na hierarquia e na disciplina, sob a autoridade suprema do Presidente da República, e destinam-se à defesa da Pátria, à garantia dos Poderes constitucionais e, por iniciativa de qualquer destes, da lei e da ordem". As FA estão subordinadas ao governo federal através do Ministério da Defesa.
O Brasil adota o serviço militar obrigatório, resultando em uma força militar das maiores do mundo, com efetivo calculado em mais de 1,6 milhão de homens em idades de reservista por ano. As polícias militares e os corpos de bombeiros militares estaduais e distritais são descritos como forças reservas e auxiliares constitucionais do Exército Brasileiro.
O Brasil é a segunda maior força militar da América (atrás apenas dos Estados Unidos), a maior força da América Latina e do Hemisfério Sul. Segundo a Global Firepower, eram 360 000 militares na ativa (ready-to-fight) em 2022 e segundo a mesma o Brasil ocupa a nona posição de 10º potência militar mundial (posição contestada por outras fontes que classificam o Brasil em 35º). Elas estão expandindo sua presença na Amazônia por meio do programa Calha Norte. Em 1994, tropas brasileiras juntaram-se às forças de manutenção da paz das Nações Unidas (ONU) em cinco países. Os soldados brasileiros estiveram no Haiti de 2004 até 2017, liderando a Missão de Estabilização das Nações Unidas (MINUSTAH).
As Forças Armadas são a instituição na qual o brasileiro mais confia, de acordo uma pesquisa de opinião feita em 2014 pela Fundação Getulio Vargas e pelo Datafolha. Em junho de 2017 a pesquisa do Datafolha apontou que 40% dos brasileiros diz confiar muito nas Forças Armadas do Brasil. Os militares brasileiros, especialmente os do Exército, tornaram-se mais envolvidos em ações ou programas cívicos, educacionais, de saúde e de construção de estradas, pontes e ferrovias em todo o país. Nesse sentido, duas perspectivas disputam a definição dos objetivos das forças armadas brasileiras (mas também no restante da América do Sul): de um lado, o conceito de segurança humana direciona para atuações internas (crime organizado e terrorismo) a partir de fomentos oriundos de instituições hemisféricas (como a Organização dos Estados Americanos) e borrando distinções entre força militar e força policial; do outro, o conceito de cooperação dissuasória direciona para atuações externas (questões tradicionais de soberania territorial, defesa de recursos naturais) conforme estimula(va)m o Conselho de Defesa Sul-Americano e documentos nacionais como o Estratégia Nacional de Defesa.

## História

Proclamação da Independência do Brasil pelo Imperador Pedro I em 7 de setembro de 1822.

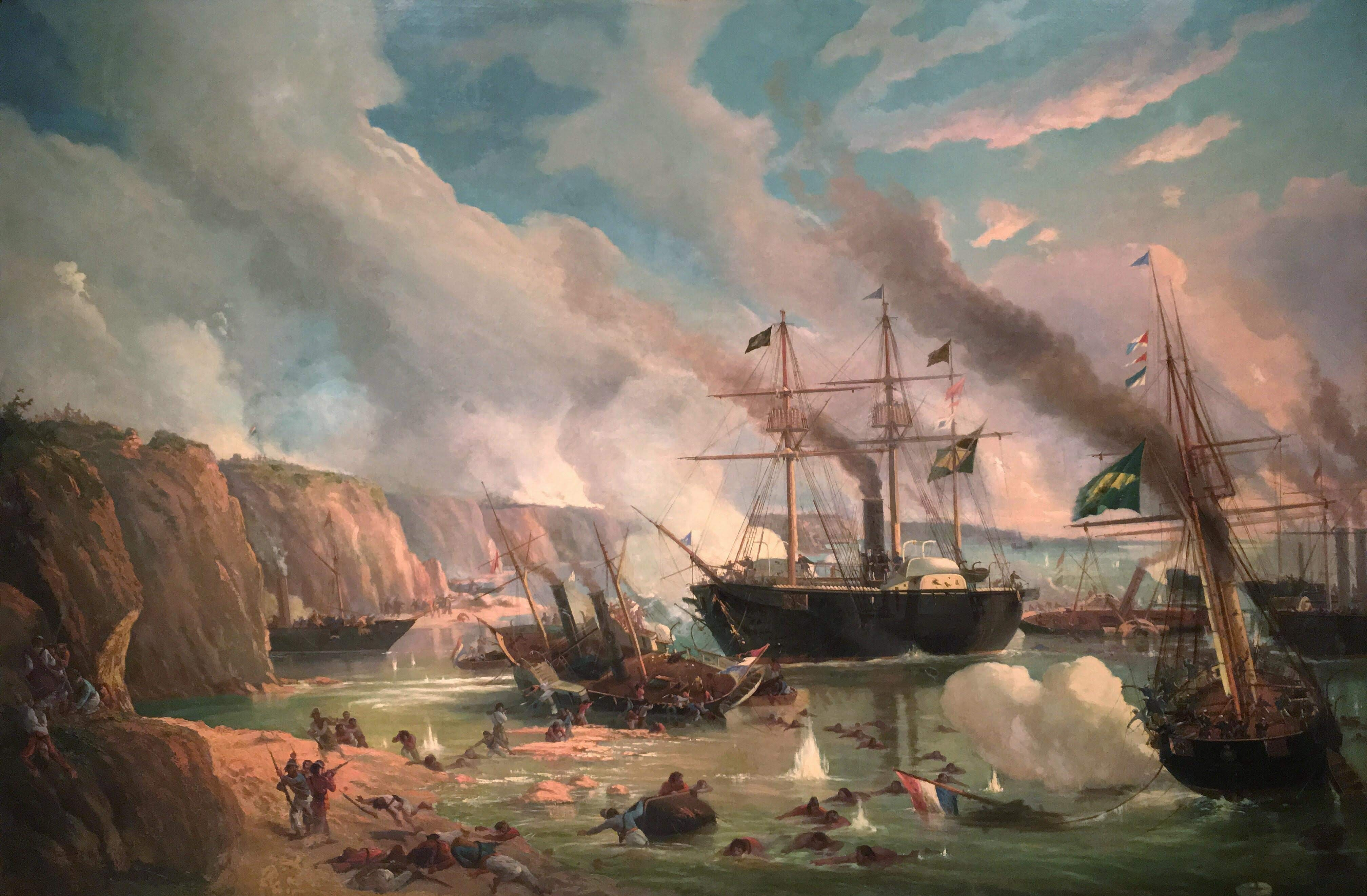
Marinha do Brasil durante a Batalha de Riachuelo, na Guerra do Paraguai

Desde 1648 as Forças Armadas brasileiras têm sido invocadas a lutar em defesa da soberania brasileira e para suprimir rebeliões civis. Os militares brasileiros também intervieram por quatro vezes para derrubar o governo brasileiro através de um golpe de Estado. Abaixo uma lista de alguns dos acontecimentos históricos, incluindo golpes militares, dos quais as Forças Armadas do Brasil participaram:
- Batalha dos Guararapes (1648): a decisiva vitória brasileira que ajudou a terminar com a ocupação holandesa. Devido a essa batalha, o ano de 1648 é considerado simbolicamente como o ano da fundação do Exército Brasileiro.[16]
- Noite da agonia (1822): monarca Pedro I manda o Exército invadir o plenário da Assembleia Constituinte.
- Guerra da Independência do Brasil (1822–1824): uma série de campanhas militares que tinham como objetivo consolidar a soberania brasileira e pôs fim à resistência portuguesa.
- Guerra Cisplatina (1825–1828): um conflito armado em relação a uma área conhecida como Banda Oriental ou "costa leste", entre as Províncias Unidas do Rio da Prata e o Império do Brasil, no rescaldo da emancipação das Províncias Unidas da Espanha.
- Guerra do Prata (1851-1852): o Império brasileiro e seus aliados entraram em guerra contra o ditador Juan Manuel de Rosas da Confederação Argentina.
- Guerra do Uruguai (1864–1865): intervenção brasileira no Uruguai. Com o apoio da Argentina, as forças imperiais depuseram o presidente Atanasio Aguirre do cargo e colocaram Venâncio Flores em seu lugar.[22]
- Guerra do Paraguai (1864–1870): mais de 200 mil brasileiros lutaram nesse conflito,[15] que é considerado como o mais grave da história brasileira, este foi o conflito onde as Forças Armadas estiveram mais envolvidas e onde mais tropas foram perdidas.[23]
- Golpe de Três de Novembro (1891): marechal Deodoro da Fonseca dissolve o Congresso Nacional, que é cercado pelo Exército.[21]
- Guerra de Canudos (1893–1897): a pior rebelião do Brasil, os insurgentes derrotaram as três primeiras forças militares enviadas para sufocar a rebelião.[17]
- Proclamação da República (1889): fim do Império do Brasil, este foi o primeiro golpe de Estado realizado pelos militares brasileiros contra o chefe-de-estado.[20]
- Brasil na Primeira Guerra Mundial: o Brasil entrou na Primeira Guerra Mundial em 1917 ao lado da Tríplice Entente. O esforço do Brasil na Primeira Guerra Mundial ocorreu principalmente na campanha do Atlântico, com uma pequena participação na guerra terrestre.
- Revolução de 1930: segundo golpe militar contra o governo, em que o presidente Washington Luís foi substituído por Getúlio Vargas, que se tornou o presidente provisório.[18]
- Golpe de 1937: Getúlio Vargas, que governava democraticamente desde 1934, com apoio e vigia dos militares, lança um autogolpe e se torna o ditador do Estado Novo.
- Brasil na Segunda Guerra Mundial (1942–1945): o Brasil declarou guerra à Alemanha nazista em agosto de 1942[24] e em 1944 enviou a chamada Força Expedicionária Brasileira (FEB) com 25 334 soldados para lutar na Itália fascista.
- Fim do Estado Novo (1945): o então presidente Getúlio Vargas é deposto por generais e, mais tarde, o general Eurico Dutra foi eleito presidente.[25]
- Movimento de 11 de Novembro (1955): golpe preventivo de militares e em apoio do Congresso para permitir a posse de Juscelino Kubitschek.
- Tentativa de golpe de Estado (25 de agosto de 1961). O presidente da Câmara dos Deputados, Ranieri Mazzilli e os três ministros militares, o marechal Odílio Denys, da Guerra, o vice-almirante Sílvio Heck, da Marinha, e o brigadeiro do ar Gabriel Grün Moss, da Aeronáutica, se juntaram para impedir a posse do vice-presidente João Goulart, após a renúncia de Jânio Quadros. Isso conduziu à Campanha da Legalidade e à instauração de um efêmero regime parlamentarista com Tancredo Neves na posição de Primeiro-ministro.
- Golpe de Estado de 1964: presidente João Goulart é destituído do cargo, levando a uma ditadura militar que durou até 1985.[19]
- Emissão do AI-12 (1969): junta militar de 1969 impediu o vice-presidente Pedro Aleixo de ascender ao cargo de presidente do Brasil.

Segundo fontes internacionais, o Brasil já possui secretamente a tecnologia para a produção de uma bomba atômica. O ex-ministro Alberto Mendes Cardoso, ex-chefe da Casa Militar e do Gabinete de Segurança Institucional no governo de Fernando Henrique Cardoso, confirmou que o Brasil já domina o conhecimento e se quisesse, poderia dirigir a tecnologia à construção da bomba nuclear. A Marinha do Brasil através de seu programa nuclear e o Exército Brasileiro através de seu Instituto Militar de Engenharia já adquiriram tecnologia suficiente para que assim que o governo brasileiro desejar, construir a bomba atômica mais poderosa entre todas, a bomba atômica termonuclear.
Com a Nova República, as forças armadas brasileiras se apresentam em um novo contexto. A América do Sul é um continente relativamente pacífico em que as guerras são um evento raro; como resultado, o Brasil não tem seu território invadido desde 1865, durante a Guerra do Paraguai. O Brasil é o único país, além da China e da Rússia, que tem fronteiras terrestres com dez ou mais nações e, mas não tem disputas territoriais com qualquer um dos seus vizinhos e nem rivalidades, como acontece entre Chile e Bolívia.
São 15 735 ou 16 880 quilômetros de fronteiras terrestres e 7 367 quilômetros de litoral para serem patrulhados e defendidos. Em geral, as forças armadas têm de defender 8,5 milhões de quilômetros quadrados, sendo 4,4 milhões quilômetros quadrados de terra das águas territoriais — ou de Amazônia Azul, como a Marinha brasileira costumam chamá-las. Para atingir esta missão de forma adequada, quantidades significativas de poder humano e de financiamento têm de ser disponibilizadas

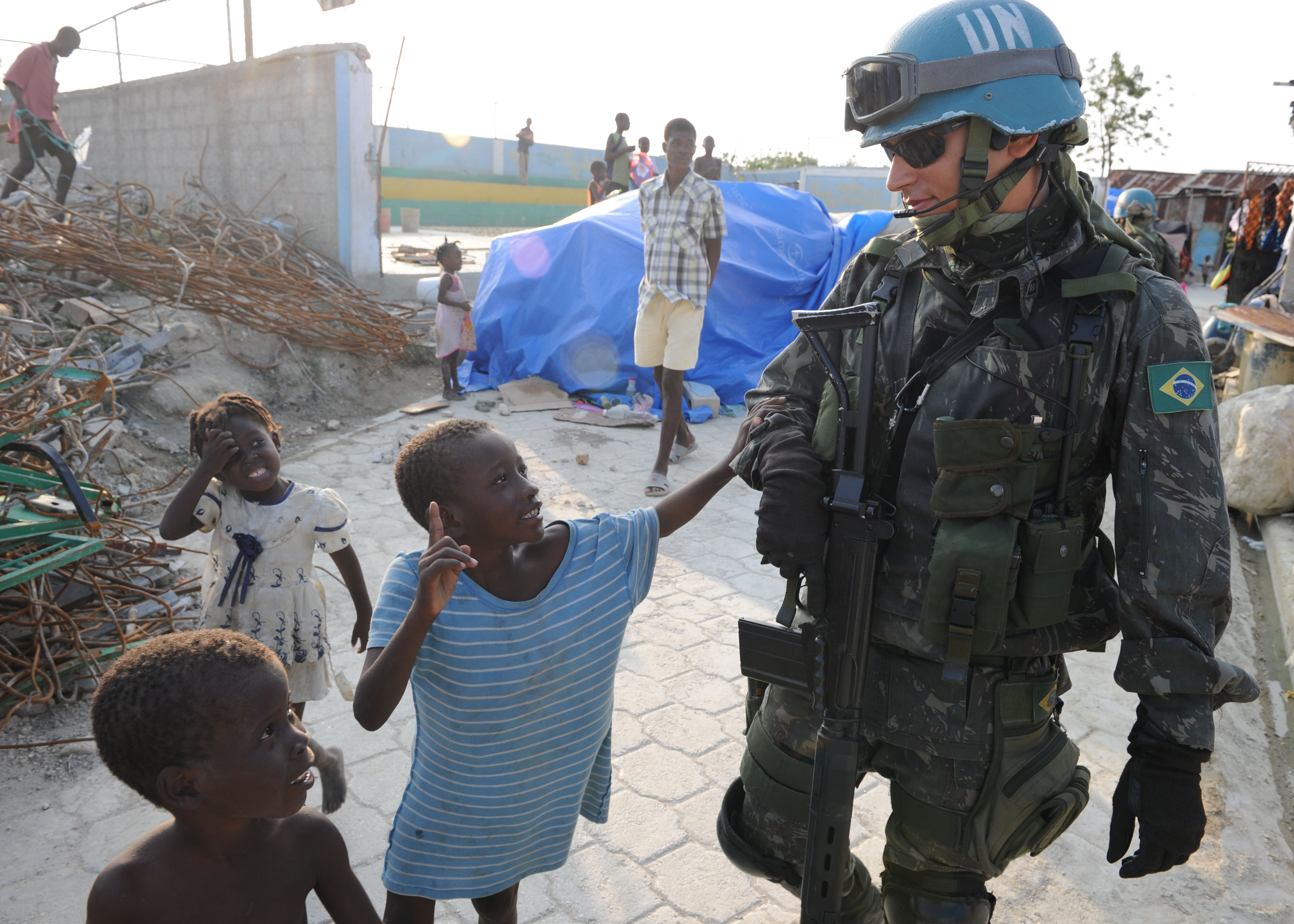
Um soldado da MINUSTAH na favela de Cité Soleil, em Porto Príncipe, Haiti.

Desde a década de 1990 o Brasil tem tentado deslocalizar as suas forças, de acordo com esta exigência de segurança nacional. Entre 2003 e 2008, a 2.ª Brigada Infantaria Selva, o 3.º Batalhão Infantaria, o 19.º Batalhão Logístico e a 22.ª Pelotão de Polícia do Exército foram transferidos pelo Exército do Estado do Rio de Janeiro para a região amazônica. Além disso, o 1.º Regimento de Carros de Combate e o 3.º Regimento de Carros de Combate também foram realocados do estado do Rio de Janeiro para as cidades de Santa Maria, no Rio Grande do Sul e Ponta Grossa, no Paraná, respectivamente. Apesar desses esforços, os estados do Rio de Janeiro, Minas Gerais e Espírito Santo continuam a concentrar mais de 49 mil soldados. Em maio de 2008, a Marinha anunciou planos para reposicionar as suas forças em todo o país.
Além disso, construiu uma tradição de participação em missões de paz da ONU, como no Haiti e Timor-Leste.
Em junho de 2020, Sérgio Xavier Ferolla, ex-presidente do Superior Tribunal Militar (STM), criticou a proximidade de membros das Forças Armadas do Brasil ao Governo Jair Bolsonaro, afirmando que tal atitude prejudica a imagem das instituições.

## Organização
As Forças Armadas do Brasil são divididos em três ramos: Marinha do Brasil, Exército Brasileiro e Força Aérea Brasileira. A Polícia Militar do Brasil (polícia estadual) ao lado do Corpo de Bombeiros Militar são descritos como uma força auxiliar e de reserva do Exército. Todos os três ramos militares são parte do Ministério da Defesa. A Marinha do Brasil, que é considerada a força mais antiga, inclui o Corpo de Fuzileiros Navais do Brasil e a Aviação Naval Brasileira.

### Marinha

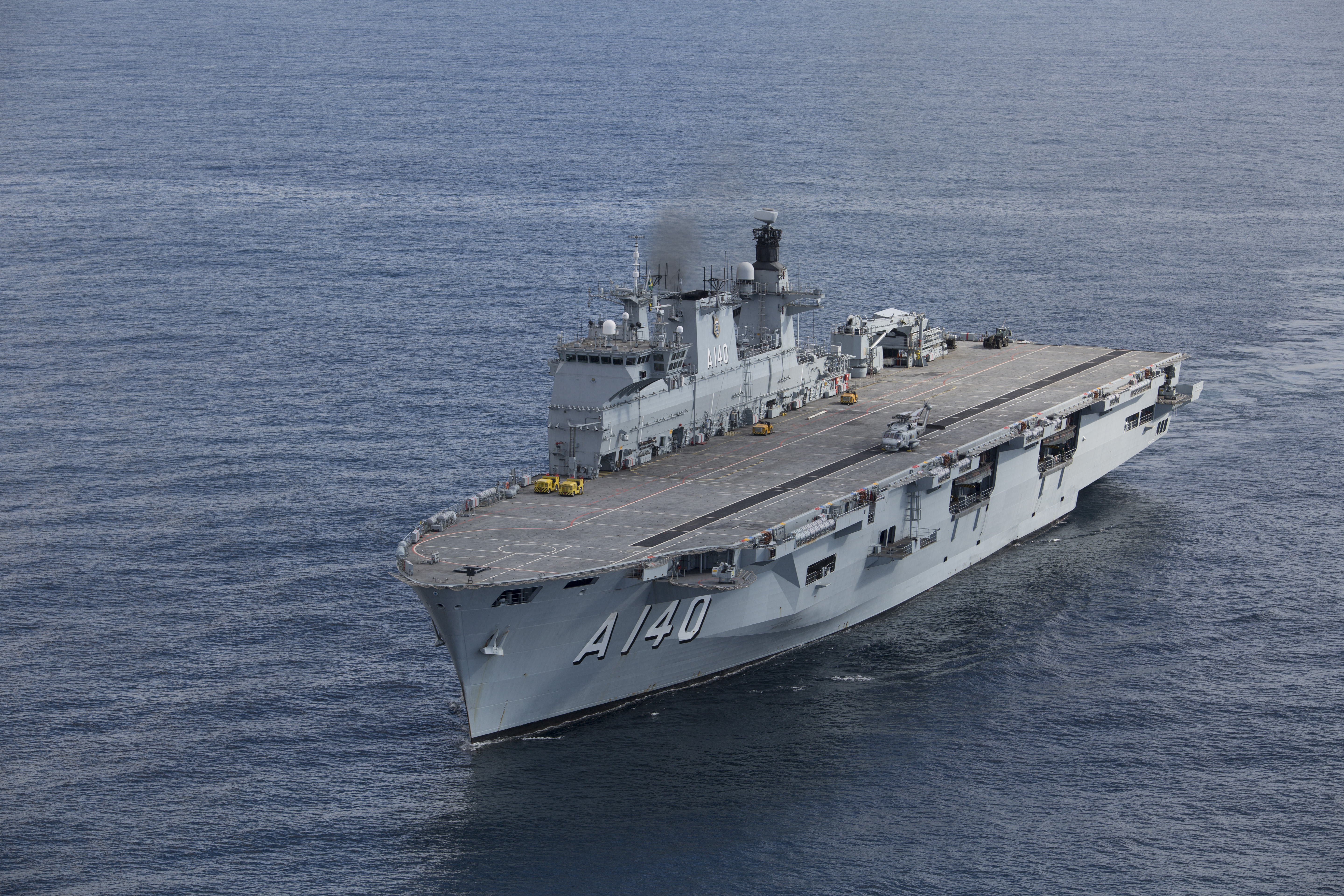
NAM Atlântico, navio-chefe da Marinha.

A Marinha do Brasil é a força militar responsável pelas operações navais e para a guarda de águas territoriais brasileiras. É a mais antiga das forças armadas brasileiras, e a maior marinha da América Latina, A Marinha brasileira possui fragatas, corvetas, navios patrulha oceânicos e costeiros, navios tanque, de desembarque de tropas e de blindados, submarinos e muitas outras embarcações fluviais e costeiras, além de helicópteros e caças Skyhawk.
A Marinha também possui um grupo de elite de forças especiais, especializado em retomar navios e instalações navais, o Grupamento de Mergulhadores de Combate, tal unidade é especialmente treinada para proteger as plataformas petrolíferas brasileiras ao longo de sua costa. A força também inclui o Corpo de Fuzileiros Navais do Brasil e a Aviação Naval. A Aviação Naval Brasileira é o componente aéreo da Marinha do Brasil, atualmente denominada Força Aeronaval. A estrutura aérea está subordinada ao Comando da Força Aeronaval, organização militar responsável por prover apoio aéreo operacional a partir das embarcações da Marinha do Brasil.
Treinados como "Força de Pronta Atuação", os fuzileiros navais contam atualmente com cerca de 15 mil homens, todos voluntários e concursados, Sendo sua principal unidade o Batalhão de Operações Especiais de Fuzileiros Navais, a missão do Corpo de Fuzileiros Navais é garantir a projeção do poder naval em terra, por meio de desembarques realizados em conjunto com navios e efetivos da Marinha.
A Marinha traça a sua origem na frota mercenária do almirante Thomas Cochrane e nos pequenos navios e tripulações portuguesas que protegiam as primeiras colônias costeiras de saqueadores por via marítima. A Marinha é a mais aristocrática e conservadora das forças armadas e atrai uma parcela maior de seus oficiais a partir da classe média alta e classe alta. Embora ela esteja envolvida em operações em "água marrom" (ribeirinhas e costeiras), o objetivo principal da Marinha tem sido ser eficaz para se tornar uma marinha de "água azul", capaz de projetar poder em alto mar.
A força total naval de 64,7 mil tropas em 1997 incluía Aviação Naval Brasileira, com 1,3 mil membros, o Corpo de Fuzileiros Navais, com 14,6 mil membros, e apenas 2 mil conscritos. As operações navais são dirigidas pelo Comando da Marinha em Brasília através do Estado-Maior da Armada — EMA, seis distritos navais (cinco oceânicos e um fluvial), e dois comandos navais.

### Exército

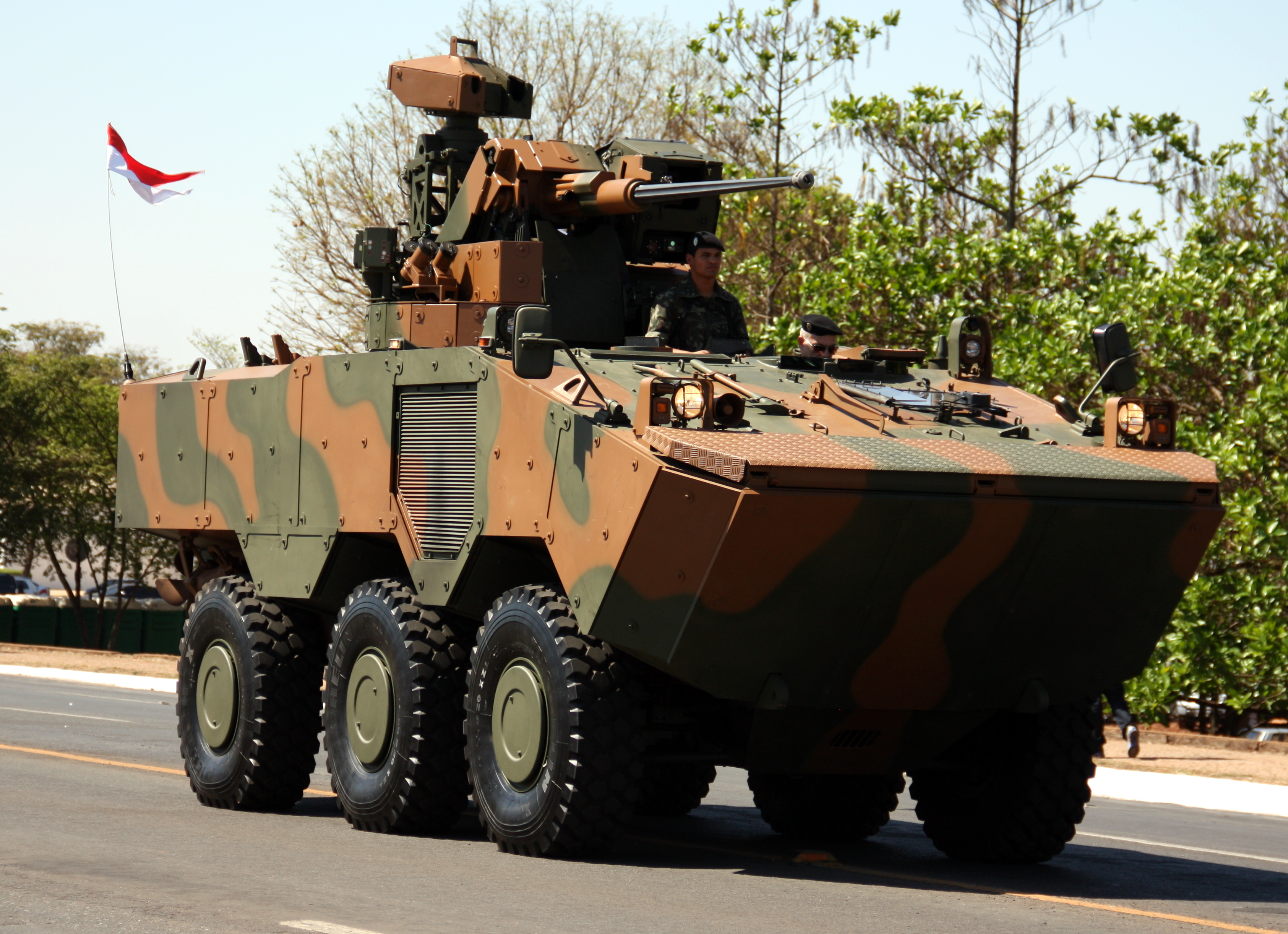
Um VBTP-MR Guarani no desfile de 7 de Setembro

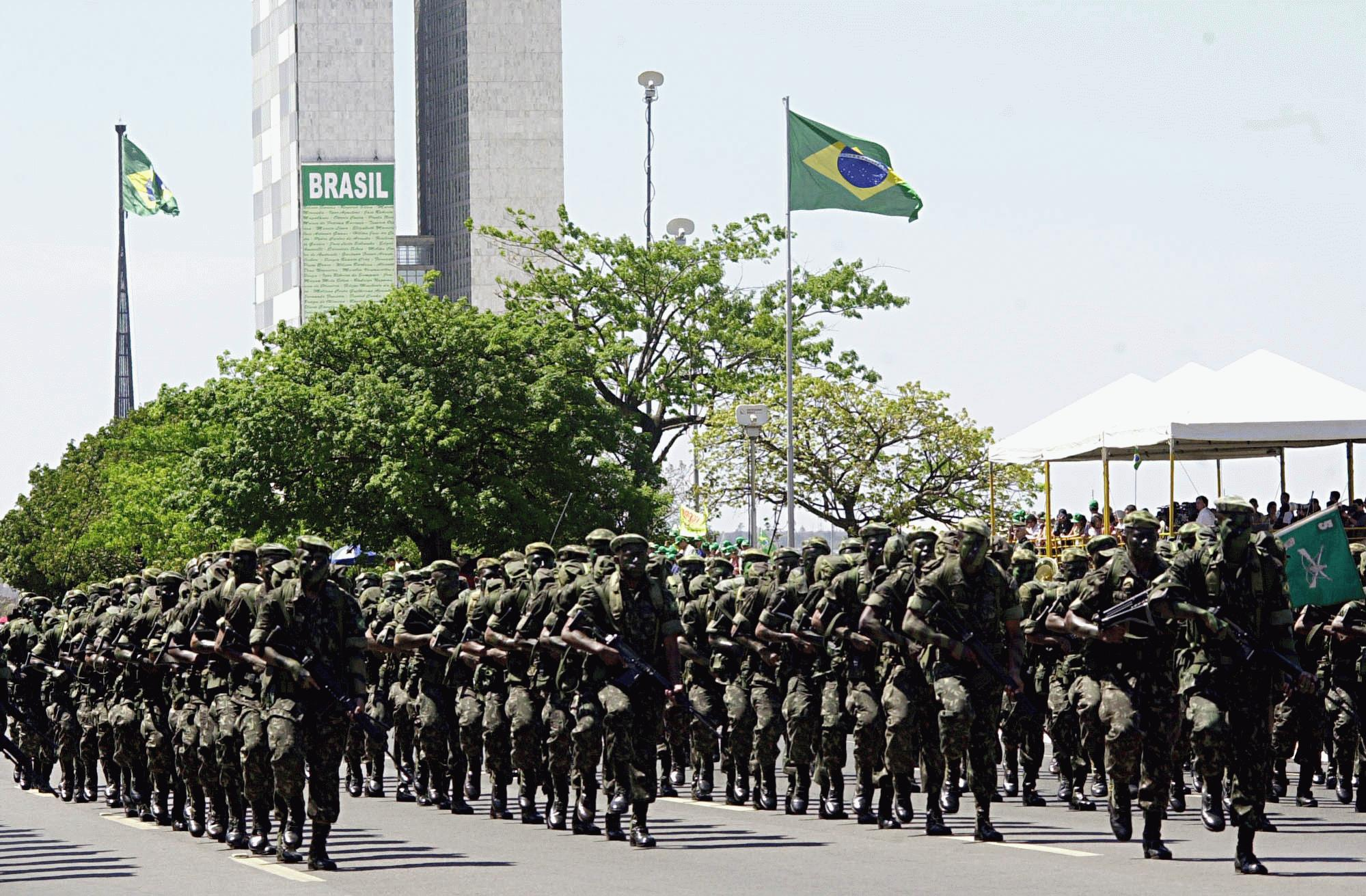
Soldados do Exército brasileiro durante uma parada para o Dia da Independência em Brasília.

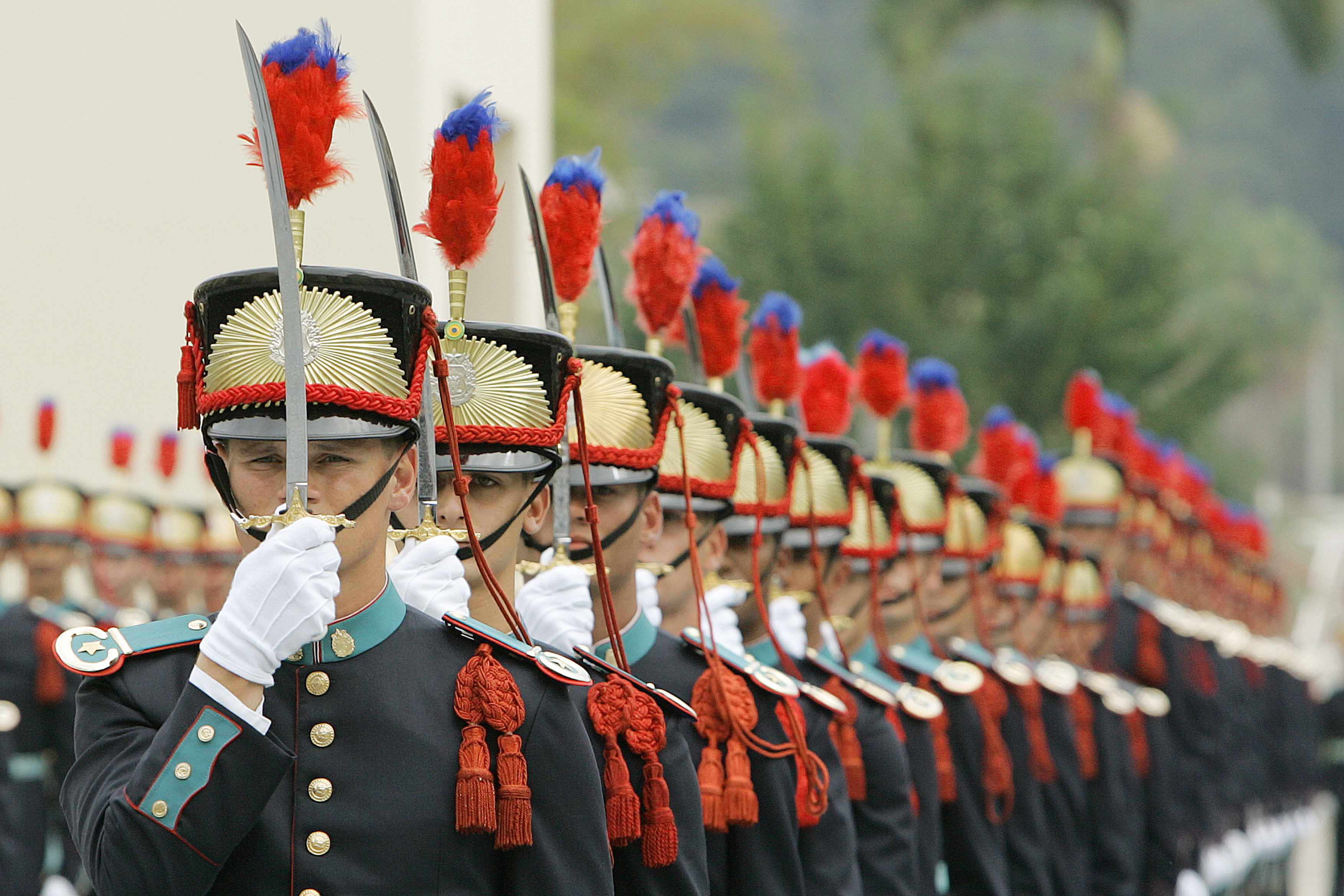
Desfile dos cadetes da Academia Militar das Agulhas Negras durante cerimônia de entrega do espadim aos novos cadetes.

O Exército Brasileiro é responsável pelas operações militares em terra, com uma força de cerca de 235 mil soldados.
O Exército Brasileiro lutou entre outras batalhas, em dois grandes conflitos internacionais, a Guerra do Paraguai e a Segunda Guerra Mundial.
Após a declaração de independência brasileira de Portugal, em 1822, o Exército Brasileiro, derrotou o Exército Português, especialmente na Bahia, formando o Império brasileiro, cujo Imperador era Dom Pedro I.
Entre 1865 a 1870, Brasil, Uruguai e Argentina (a "Tríplice Aliança") lutaram para se defenderem contra as agressões do Paraguai. Após 5 anos de guerra, a Aliança derrotou o Paraguai. Com contingente brasileiro formando em torno de 85% do exército aliado.
Em agosto de 1942, depois de submarinos alemães e italianos terem afundado navios mercantes brasileiros, uma mobilização popular forçou o governo brasileiro a declarar guerra à Itália fascista e à Alemanha nazista. Em julho de 1944, a Força Expedicionária Brasileira foi enviada à Europa para se juntar aos Aliados na Campanha da Itália.
A Força Expedicionária Brasileira conseguiu capturar 20 573 prisioneiros do Eixo e teve 443 soldados presos e mortos em ação. O exército também contou com o apoio da Força Aérea Brasileira nos campos de batalha europeus. E a Marinha do Brasil ficou encarregada de proteger o litoral brasileiro e as rotas navais do Atlântico Sul
Em 1964, as forças armadas brasileiras, por meio do General Humberto de Alencar Castelo Branco, tomaram o poder mediante um golpe de Estado, começando a ditadura militar no Brasil que durou até março de 1985.
Mais recentemente, o Exército Brasileiro, tomou parte em diversas missões de manutenção da paz das Nações Unidas, sendo a mais recente no Haiti.
O Exército Brasileiro possui a maior quantidade de veículos blindados da América do Sul, somados os veículos blindados para transporte de tropas e carros de combate principais. Possui uma grande unidade de elite, com efetivos de comandos e de forças especiais, especializada em missões não convencionais, a Brigada de Operações Especiais, única na América Latina, além de uma Força de Ação Rápida Estratégica, formada por unidades de elite altamente mobilizáveis e preparadas (Comando de Operações Especiais, Brigada de Infantaria Paraquedista, 1.º Batalhão de Infantaria de Selva (aeromóvel) e 12.ª Brigada de Infantaria Leve (Aeromóvel) para atuar em qualquer parte do território nacional, em curto espaço de tempo, na hipótese de agressão externa. Além disso, possui unidades de elite especialistas em combates em biomas característicos do território brasileiro como o pantanal (17º Batalhão de Fronteira), a caatinga (72.º Batalhão de Infantaria Motorizado), a montanha (4.ª Brigada de Infantaria Leve de Montanha) e a selva. As unidades de selva possuem renome internacional, reconhecidas como as melhores unidades de combate nesse ambiente do mundo. São formadas por índios da região amazônica e por militares oriundos de outras regiões, profissionais especialistas em guerra na selva pelo Centro de Instrução de Guerra na Selva. Essas unidades são enquadradas pela 1.ª, 2.ª, 16.ª, 17.ª e 23.ª Brigadas de Infantaria de Selva.

### Força Aérea

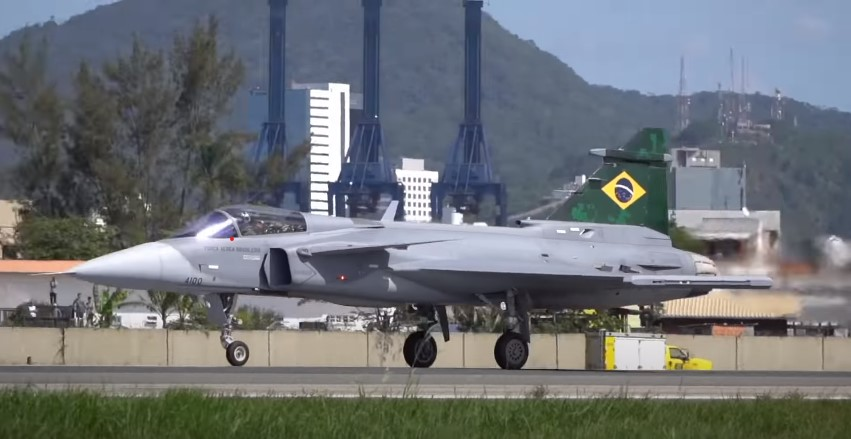
Um Gripen E da força aérea brasileira.

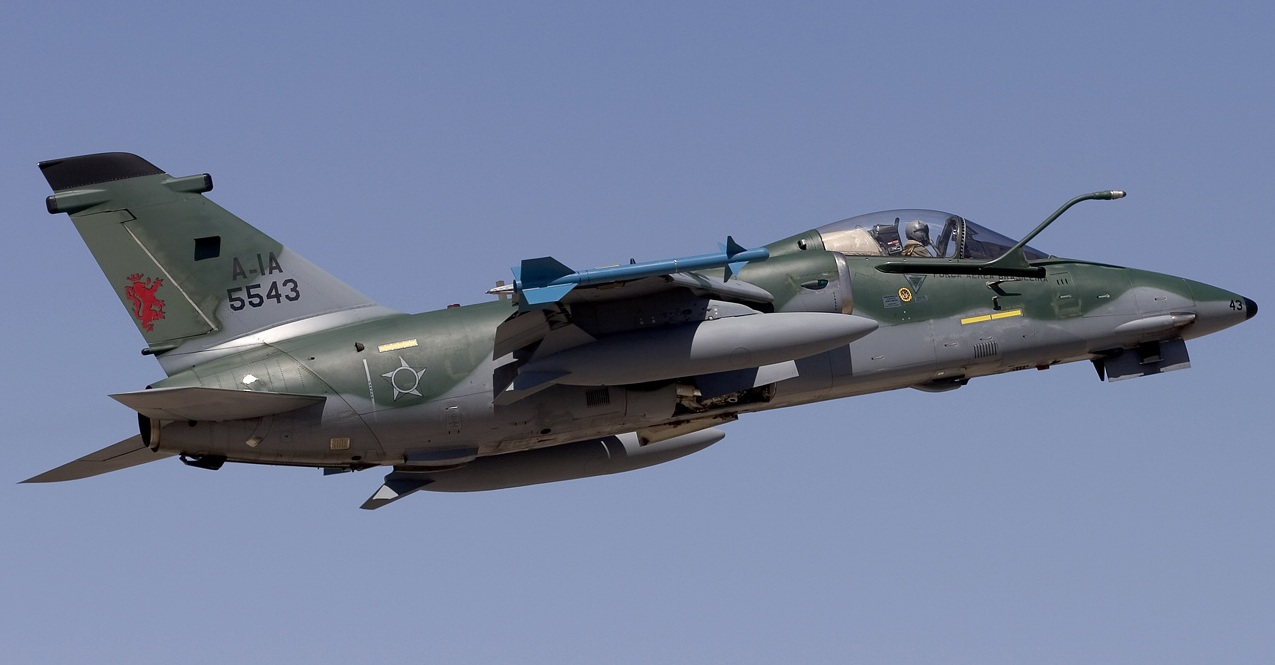
Um caça AMX da força aérea.

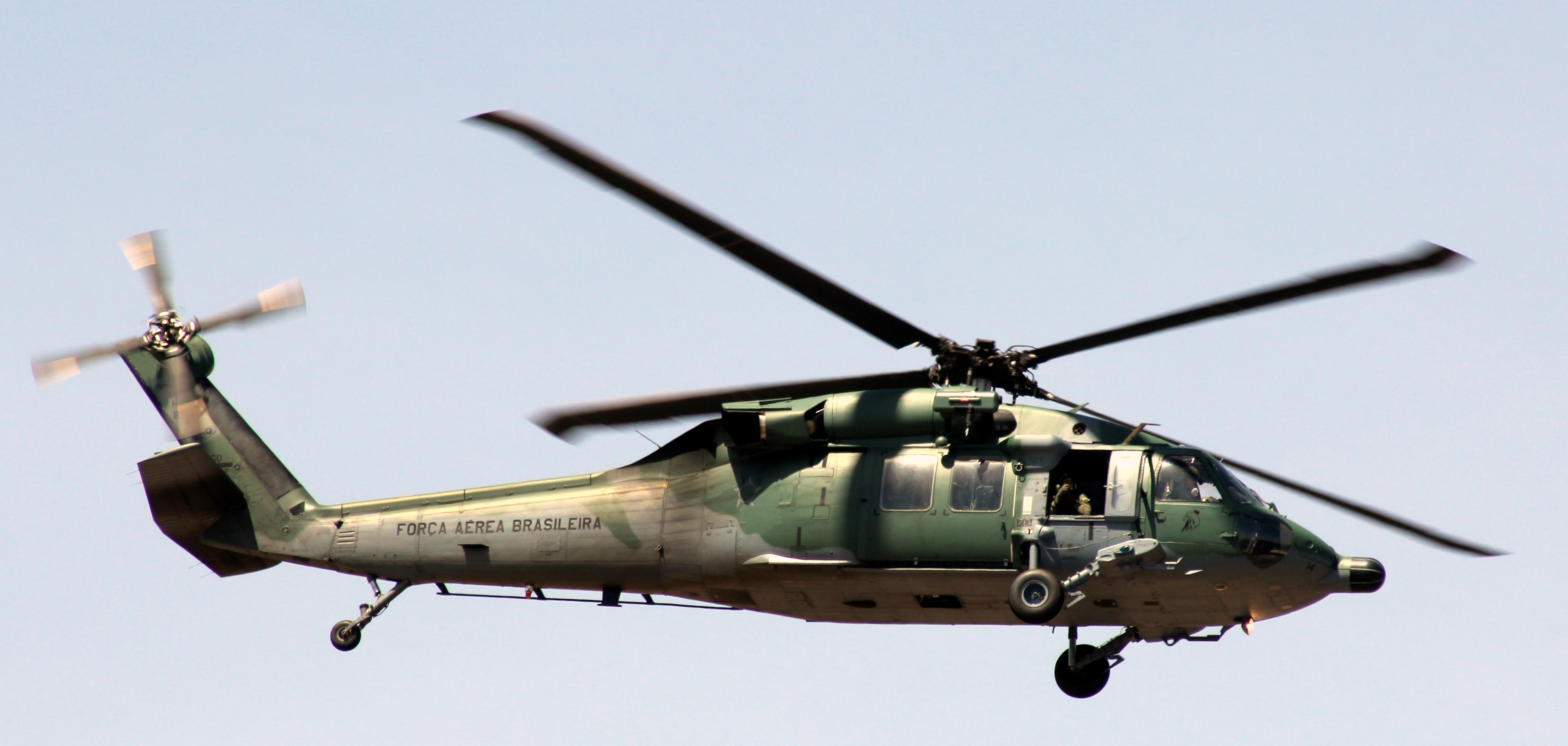
UH-60 Black Hawk da FAB

A Força Aérea Brasileira é a responsável direta pela defesa aeroespacial do território brasileiro. Foi formada quando as unidades aéreas do Exército Brasileiro e da Marinha do Brasil foram unificadas em uma única força militar, inicialmente chamada "Força Aérea Nacional". As unidades unificadas transferiram seus equipamentos, instalações e pessoal para a nova força armada. A FAB é a maior força aérea na América Latina, com cerca de 700 aeronaves tripuladas em serviço, além de contar, em 23 de março de 2007, com um efetivo de 65 610 pessoas, além de um adicional civil de 7,5 mil pessoas contratadas pela força aérea. A Força Aérea brasileira é a maior força aérea da América Latina em contingente, número de aviões e poder de fogo.
A FAB é subdividida em quatro comandos operacionais:
I FAE (Força Aérea I) instruções avançadas de asas rotativas e fixas; II FAE (Força Aérea II) de patrulha marítima, SAR, papéis helicópteros de transporte e apoio da Marinha; III FAE (Força Aérea III) o Comando de Caça, que tem todos os combates de primeira linha ativos sob seu controle — avião de ataque e de reconhecimento; V FAE (Força Aérea V) — responsável por missões de transporte.
O Ministério da Aeronáutica foi criado em 20 de janeiro de 1941, e absorveu as antigas aviações do Exército e da Marinha sob seu comando. Em 1944, a Força Aérea Brasileira uniu forças aos Aliados na Itália fascista, e ali operou durante cerca de sete meses, o primeiro conflito real da FAB. Em 1999, depois de uma criação do Ministério da Defesa (MoD), o Ministério da Aeronáutica alterou a sua designação para Comando da Aeronáutica, mas não houve grandes mudanças na estrutura da força aérea, que manteve quase a mesma organização que tinha antes.
O maior e mais importante programa, da FAB nos últimos anos é o Sistema de Proteção da Amazônia (SIPAM), a parte operacional do SIPAM é conhecido por SIVAM (Sistema de Vigilância da Amazônia). O SIVAM é uma enorme rede de radares, sensores e pessoal integrados para guardar e proteger a Floresta Amazônica e seus recursos. Em 2002, um Embraer R-99A AEW&C equipado com o radar Ericsson Airborne Erieye e o SR R-99B (versão Gathering Inteligência Eletrônica) entraram em serviço. O R-99 da frota é um dos principais componentes do sistema, as aeronaves são baseados em Anápolis, perto de Brasília, e voa, 24 horas por dia sobre a região amazônica.
A espinha dorsal da aviação de combate brasileira composta de três tipos, a Northrop F-5E, A-1A/B (AMX) da Embraer/Aermacchi e do Embraer A/T-29 Super Tucano. Os F-5 estão sob um programa de modernização chamado programa F-5BR, a designação oficial de uma aeronave F-5M. A atualização está sendo realizada pela Embraer e pela Elbit, que inclui um novo conjunto de aviônicos, uma cabine de vidro cheia com três MFD, HOTAS configuração e um novo radar multimodo, o italiano Grifo F. O primeiro F-5EM foi entregue em 21 de setembro de 2005 e está programada a uma taxa de dois aviões a ser entregues a cada mês a partir dessa data.

### Serviço militar obrigatório

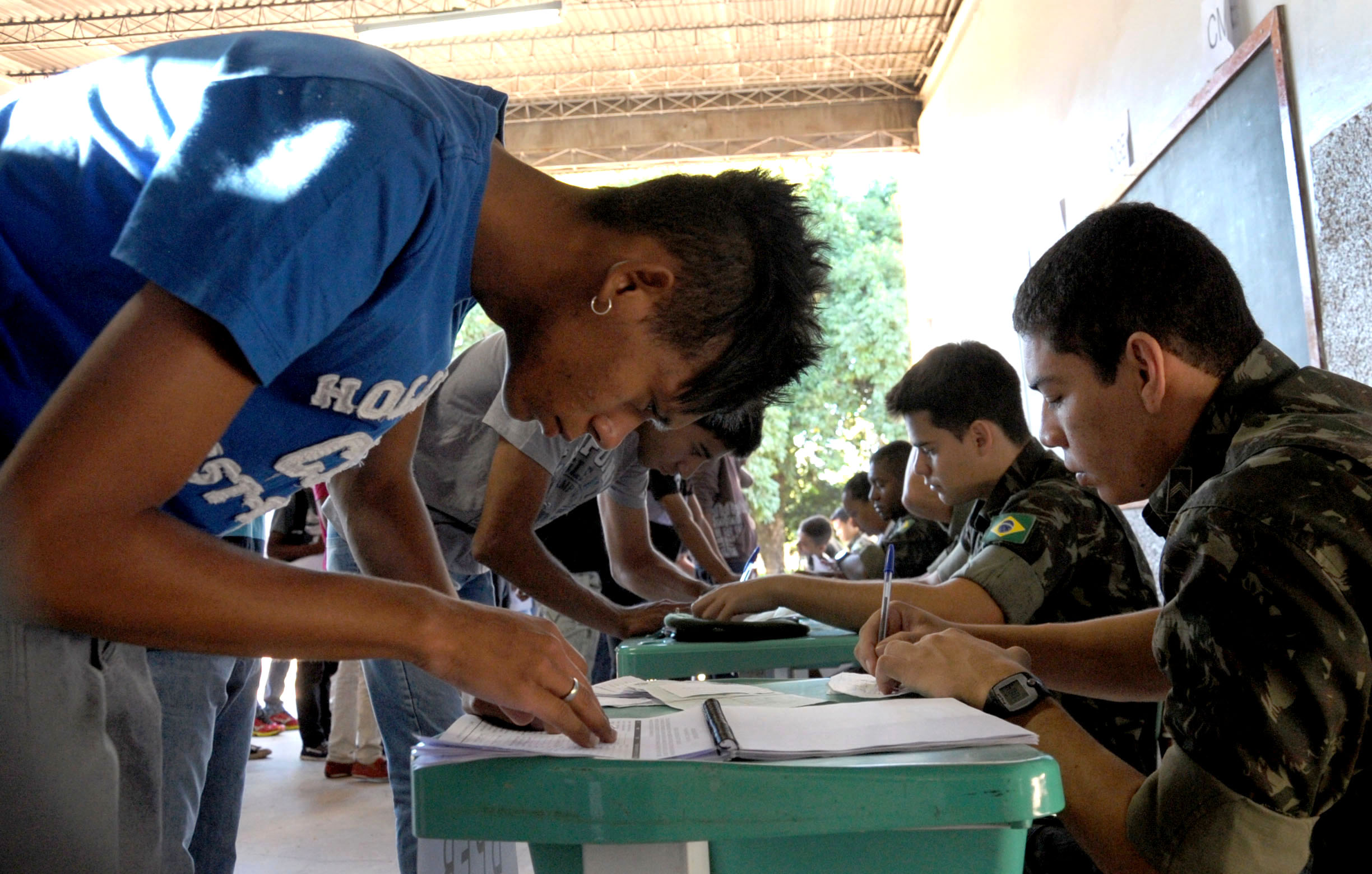
Apresentação de jovens para a fase de seleção do serviço militar

Segundo a publicação CIA World Factbook de 2008, é requerido o serviço militar obrigatório no Brasil entre 19 e 45 anos e com duração do serviço de 9 a 12 meses. A idade para o serviço voluntário é entre 17 e 45 anos e uma percentagem crescente das tropas são de profissionais voluntários de "tempo de serviço". Os efetivos militares brasileiros, de acordo com os cálculos de 2005 são de 45 586 000 homens (com idades compreendidas entre os 19 e 49 anos) e 45 728 000 mulheres (com idades entre os 19 e 49 anos) disponíveis para o serviço militar, estes 33 119 000 homens (com idades compreendidas entre os 19 e 49 anos) e 38 079 000 mulheres com idades compreendidas entre os 19 e 49 anos de idade estão disponíveis para servir ao Exército. Uma análise realizada em 2005 indicava que 1 785 000 de pessoas do sexo masculino, com idades compreendidas entre os 18 e 49 anos e 1 731 000 mulheres com idades compreendidas entre os 19 e 49 anos de idade, alcançam anualmente a idade para o serviço militar. Em 1999–2002, 38,2% do efetivo do Exército era composto de conscritos, 6,21% do da Marinha e 2,93% do da Força Aérea, para um total de 25,02% nas Forças Armadas como um todo.

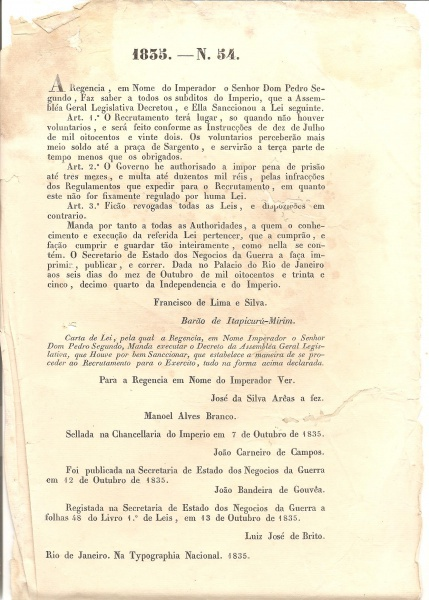
Lei do recrutamento militar de 1835, no período regencial.

Os homens do Brasil devem fazer o serviço militar obrigatório de doze meses, uma vez que completem 18 anos. No entanto, a maioria dos alistados são dispensados sem a necessidade do serviço. Normalmente, este serviço é coordenado de forma a fornecer bases militares perto da casa do recruta.
Historicamente, exigências legais para a defesa nacional existem no Brasil desde as capitanias hereditárias, mas o que havia era uma combinação da milícia feudal com o recrutamento forçado. O modo de recrutamento forçado consolidado nos séculos XVIII e XIX era conhecido como o “tributo de sangue”. Esse modelo antigo não formava reservistas, e os praças serviam longos anos. Ele vigorou até 1916, ano de implantação da Lei do Sorteio. O sorteio foi o mecanismo do serviço militar obrigatório até 1945, dando lugar desde então à convocação geral por classe.
Desde o início da década de 1980, as mulheres estão autorizadas a servir nas forças armadas. O Exército Brasileiro foi o primeiro exército da América do Sul que aceitou as mulheres em tropas de carreira, mas somente na Marinha e na Aviação (Corpo Feminino de Reserva). Em 2006, formou-se a primeira turma de mulheres pilotos de aviação.
A extinção da obrigatoriedade, como também a ampliação do alistamento e, pela Estratégia Nacional de Defesa, mudanças no critério de seleção (menos a auto-seleção), são discutidas no país. Ao mesmo tempo, a alternativa ao serviço militar obrigatório, a quem declare objeção de consciência, existe somente em lei de 1991, mas não na prática.
Quanto ao início do serviço militar obrigatório, em 2005 foi divulgado um vídeo onde novatos da 2.ª Companhia de Fuzileiros do 20º Batalhão de Infantaria Blindada de Curitiba são recebidos com vários tipos de trotes. De acordo com a vice-presidente do Grupo Tortura Nunca Mais, Cecília Coimbra, "Isso que aconteceu no Paraná é um cotidiano nos treinamentos militares, não só nos batalhões de polícia especial, polícias militares e em alguns seguimentos das Forças Armadas".

## Investimentos

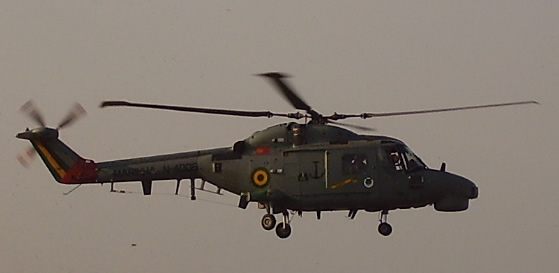
Super Lynx do Esquadrão AH-1 da Marinha do Brasil.

Em 18 de dezembro de 2008, o então Presidente da República, Luiz Inácio Lula da Silva, assinou o Decreto n.º 6.703, aprovando a Estratégia Nacional de Defesa. O texto busca reafirmar a necessidade de se modernizar as forças armadas.
O governo brasileiro lançou um pacote de medidas que, em cinco anos, garantiria investimentos no setor equivalentes a 2,5% do PIB brasileiro, um aumento de 75%. Para 2008, 5,6 bilhões de dólares estadunidenses (de um orçamento 24,4 bilhões de dólares estadunidenses) deverão ser investidos em novos equipamentos. O projeto de orçamento de 2009 previu 50,2 bilhões de reais para a Defesa. Destes, 10,9 bilhões de reais para investimentos no Exército, Marinha e Aeronáutica, essa última com uma previsão de 1,2 bilhões de reais destinados ao reaparelhamento.
O governo brasileiro, através do Centro Técnico Aeroespacial e da Agência Espacial Brasileira investe em projetos que beneficiarão as três forças armadas brasileiras, os satélites geoestacionários brasileiros, houve um investimento em 2013 de 1,5 bilhão de reais no projeto e no seu principal satélite, além de beneficiar diversas áreas civis, o projeto beneficiaria as forças armadas, que passariam a ter mais tecnologia para comunicações seguras e para monitorar o vasto território brasileiro, e este seria um embrião, para futuramente abandonar o sistema GPS estadunidense e criar um próprio sistema de tecnologia nacional. O Brasil é um dos 15 países que mantêm programas espaciais no mundo e o único na América Latina com um programa nesses moldes.
De acordo com o Brasil Econômico, o Brasil terá de gastar 350 bilhões de reais, até 2030, para modernizar suas forças armadas e assim evitar o constante sucateamento com que as Forças Armadas sofrem neste momento; destes 350 bilhões de reais, o exército, neste momento sobre a Estratégia Braço Forte (que planeja sua modernização) recebeu a maior parte, 47%, e com esse valor deve se modernizar e mudar a localização de diversas bases; a Força Aérea recebeu 37%, e fez o maior investimento de todos, na compra de 36 caças parte do projeto F-X2; já  a Marinha recebeu os 16% restantes e irá utiliza-los no Plano de Reaparelhamento da Marinha (RPM), no qual o principal investimento é a produção de submarinos nucleares.
O Brasil atualmente investe 1,5% de seu produto interno bruto (PIB) em defesa, valor que corresponde a cerca de 70,8 bilhões de reais. Mas o Brasil ainda investe em sua defesa, menos que a média mundial de 2,3% e a média dos outros países BRIC de 3,5%. Porém, se considerada somente a quantia. o Brasil, devido ao seu alto PIB, é o décimo país que mais investe dinheiro em sua defesa (se considerada somente a quantia).

### Marinha

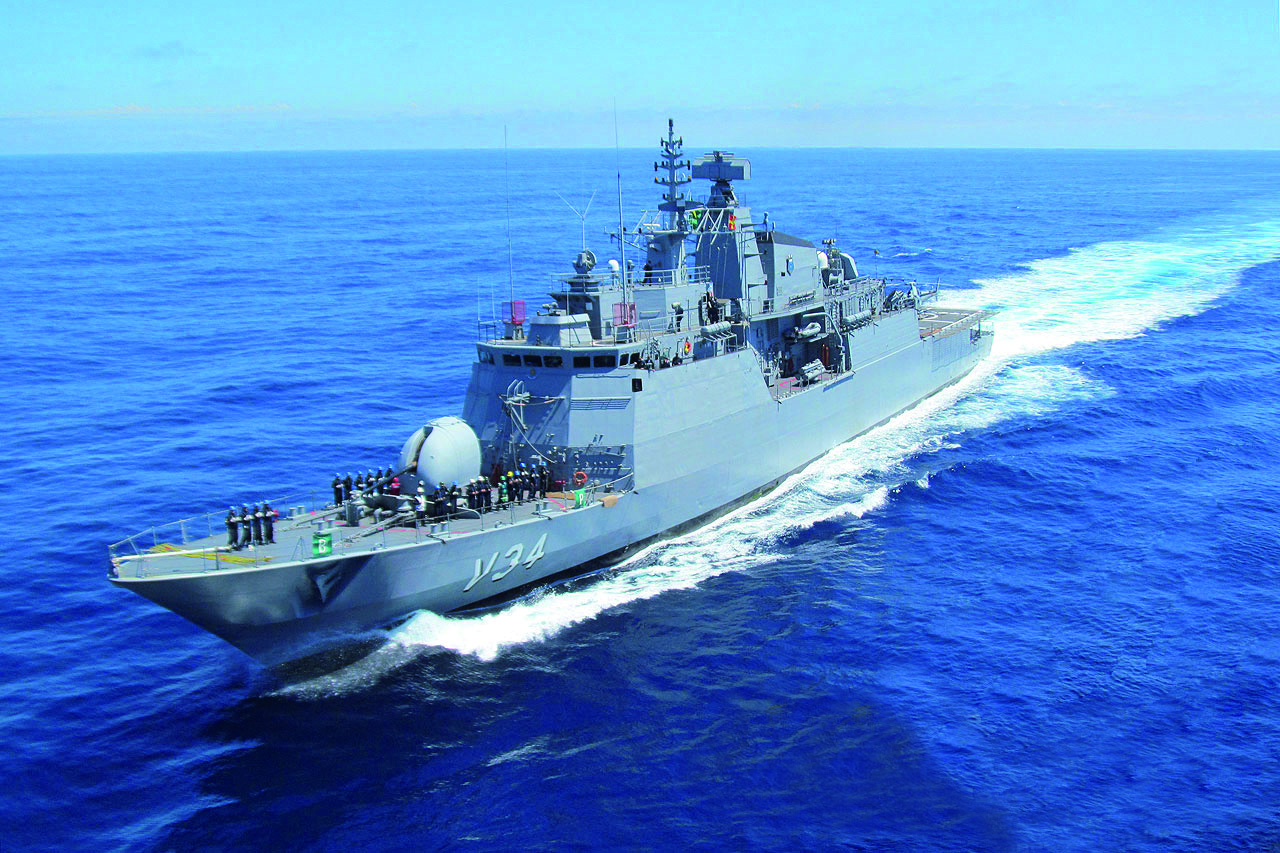
Cv Barroso (V-34).

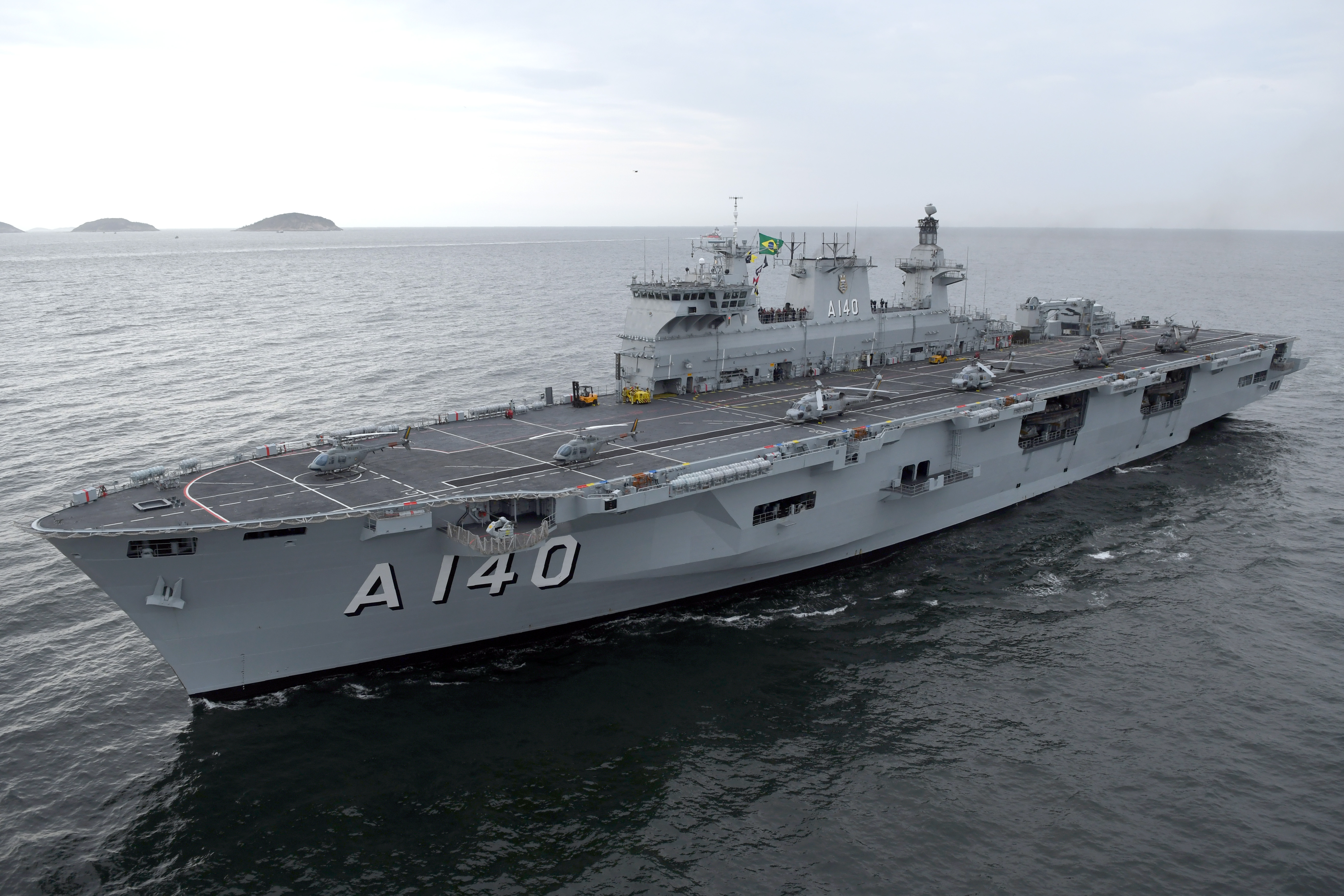
PHM Atlântico, navio-chefe da Marinha.

A Marinha do Brasil visando a necessidade de proteger a imensa costa marítima brasileira e as recentemente descobertas reservas de petróleo em águas brasileiras, lançou o programa de reaparelhamento da Marinha do Brasil, com início em 2006 e previsão de conclusão em 2025, e dividido em duas fases, a de maior prioridade entre 2006 e 2012, somente nesta primeira fase, a previsão de investimentos é da ordem de 5,8 bilhões de reais.
A Marinha assinou contrato com a empresa francesa DCNS para a construção de cinco submarinos classe Scorpène, sendo um deles de propulsão nuclear, o Brasil já possui tecnologia para a construção de submarinos convencionais e para a construção de centrífugas nucleares para propulsão de submarinos nucleares, porém esta parceria com a França foi necessária porque o Brasil ainda não tinha expertise para a construção do casco de um submarino nuclear, estes novos submarinos que serão incorporados a Força de Submarinos, tem previsão da primeira unidade operando a partir de 2015, e serão armados com torpedos derivados do IF-21 Black Shark e mísseis SM-39 Exocet.
Está prevista a construção de seis navios escolta com capacidade de deslocamento de 6 mil toneladas, prevê a capacidade de os navios receberem sistemas, armas e sensores de livre escolha da Marinha, irá operar com helicóptero de até 12 toneladas e serão construídos no Arsenal de Marinha do Rio de Janeiro. A Marinha também pretende adquirir cinquenta navios patrulha nos próximos anos, os dois primeiros navios (NaPa 500), com quinhentos toneladas de deslocamento, estão em construção no estaleiro INACE, eles serão ser entregues ainda este ano. Já os navios-patrulha oceânicos de 1 800 toneladas de deslocamento, serão construídos a partir de 2011, e a previsão é que sejam construídos oito unidades. Também serão construídos navios patrulha fluviais, que serão empregados nas bacias do Paraná–Paraguai e na Bacia Amazônica. O total poderá chegar a quinze unidades.
O projeto também prevê, entre outros meios, da modernização do Navio-Aeródromo São Paulo, que já foi iniciada, e a possível aquisição de um novo navio-aeródromo. Os caças AF-1 Skyhawk que operam no porta aviões São Paulo estão passando por um minucioso processo de modernização executado pela Embraer.
A Marinha também está desenvolvendo em conjunto com a empresa Mectron, o míssil superfície-superfície MAN-1, e já adquiriu trinta veículos blindados Piranha IIIC, para o transporte de fuzileiros navais, inclusive já estão em operação na missão das Nações Unidas para a estabilização no Haiti. Quatro helicópteros de ataque SH-60B Seahawk foram encomendados, e também está em estudo a modernização dos helicópteros de ataque Super Lynx do acervo da Marinha.

### Exército
Está em andamento no Exército, o projeto do sistema Combatente Brasileiro do Futuro (COBRA), que visa equipar os soldados de infantaria do Exército Brasileiro, com sistemas de armas, comunicações, localização, e visão noturna, tudo integrado, o que permitiria que os militares do mesmo pelotão se comunicassem a distância, percebessem a presença do inimigo através de infravermelho, e várias outras funções, tudo integrado ao equipamento e armamento, este projeto vai se basear no sistema FELIN do Exército Francês.

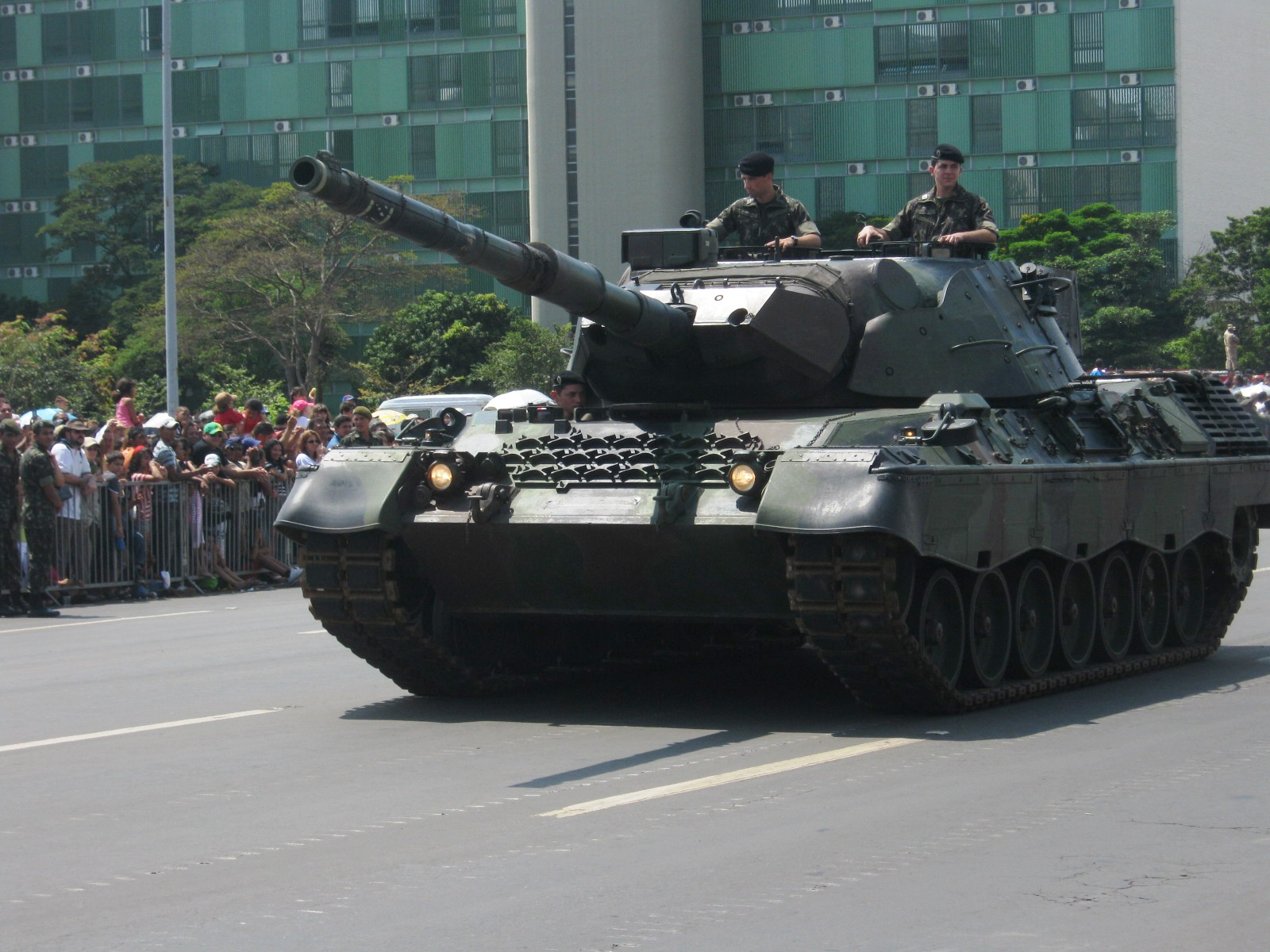
Tanque Leopard do Exército Brasileiro

A Estratégia Braço Forte, também prevê a substituição dos fuzis utilizados pelo Exército, adotando-se um novo modelo de calibre 5,56 mm, sendo o moderno fuzil de assalto brasileiro Imbel MD97, o mais cogitado para a substituição, já que o fabricante é a empresa IMBEL, estatal administrada pelo próprio Exército Brasileiro. A previsão inicial seria a aquisição de duzentas mil unidades.
Com tecnologia inteiramente nacionais, o Exército desenvolveu e já está em produção um lote inicial da Arma Leve Anticarro (ALAC), também chamado no EB de Canhão Sem Recuo Descartável 84 mm, armamento criado para proteger os soldados de infantaria brasileiros contra blindados inimigos, é capaz de perfurar blindagens de aço com espessura de até 250 mm. Atinge um alvo com precisão a até 300 metros de distância em apenas um segundo e meio. Outro armamento com tecnologia desenvolvida pelo Centro Tecnológico do Exército é o Míssil MSS 1.2 AC, que possui alcance útil de até 2 000 metros de distância e pode ser usado contra casamatas, barcos, pequenas edificações e helicópteros.
Dentre alguns projetos em andamento da estratégia, já foi firmado contrato com a empresa italiana Iveco, para a construção com projeto nacional de propriedade do EB, de dois mil blindados VBTP-MR Guarani, para transporte de tropas. Também já foram entregues pela Alemanha, encomenda de duzentos e cinquenta carros de combate Leopard 1A5 que irão compor as unidades de cavalaria do Comando Militar do Sul, que tem como responsabilidade, defender o sul do Brasil, uma área geograficamente com grandes campos, propícios ao uso de carros de combate. Já está em produção, um lote inicial do veículo de reconhecimento Gaúcho, que é aerotransportável e foi desenvolvido em parceria entre o Exército Brasileiro e o Exército Argentino, visando o emprego de forças especiais. Também já foram encomendadas cento e vinte unidades da viatura de reconhecimento Marruá junto a empresa brasileira Agrale.
O Exército, presente na Amazônia desde o início do século XVII, vem ampliando seu dispositivo pela instalação de diversas unidades de fronteira. Tais unidades representam polos de crescimento, em torno dos quais, como ocorreu no passado, crescem núcleos habitacionais. Atualmente, a Força dispõe de cerca de 25 mil militares servindo na região amazônica, e já há planos concretos previstos pela Estratégia Nacional de Defesa, para aumentar em curto prazo o efetivo para 30 mil soldados na região, foi aprovado pelo Ministério da Defesa, o plano com orçamento de R$ 1 bilhão para praticamente dobrar o número de unidades na fronteira até 2018, com a criação de vinte e oito novos pelotões especiais de fronteira, serão prioritariamente células de vigilância militar, deixando a preocupação de vivificação da fronteira em segundo plano, no mesmo plano, também está previsto a modernização por R$ 140 milhões dos pelotões já existentes.

### Força Aérea
O então ministro da defesa Nelson Jobim, coordenou uma licitação internacional de 4 a 7 bilhões de dólares estadunidenses, parte do Projeto FX-2, que só veio a ser finalizada em 2013 para a aquisição de 36 caças JAS 39 Gripen da empresa sueca SAAB; o governo brasileiro escolheu esta aeronave sobre o caça F/A-18E/F da estadunidense Boeing e o Dassault Rafale da francesa Dassault Aviation. Esta não foi uma simples licitação para compra de aeronaves, o governo brasileiro pretende também adquirir a tecnologia necessária para fabricar seus próprios caças, com isto, em caso de conflito, o Brasil não dependerá de importações de aeronaves caça para se defender, terá a tecnologia para fabricá-los no país. O caça sueco é o responsável por atender pelas necessidades da FAB pelos próximos 30 anos. As aeronaves devem começar a ser produzidas em 2019 e terminar em 2024.
Já estão em operação na Amazônia brasileira, os helicópteros de ataque e missões C-SAR, Mil Mi-35M, designados pela Força Aérea Brasileira como AH-2 Sabre, são helicópteros de última geração adquiridos da empresa russa Rossoboronexport, em contrato de 363 milhões de dólares estadunidenses firmado em 2008.

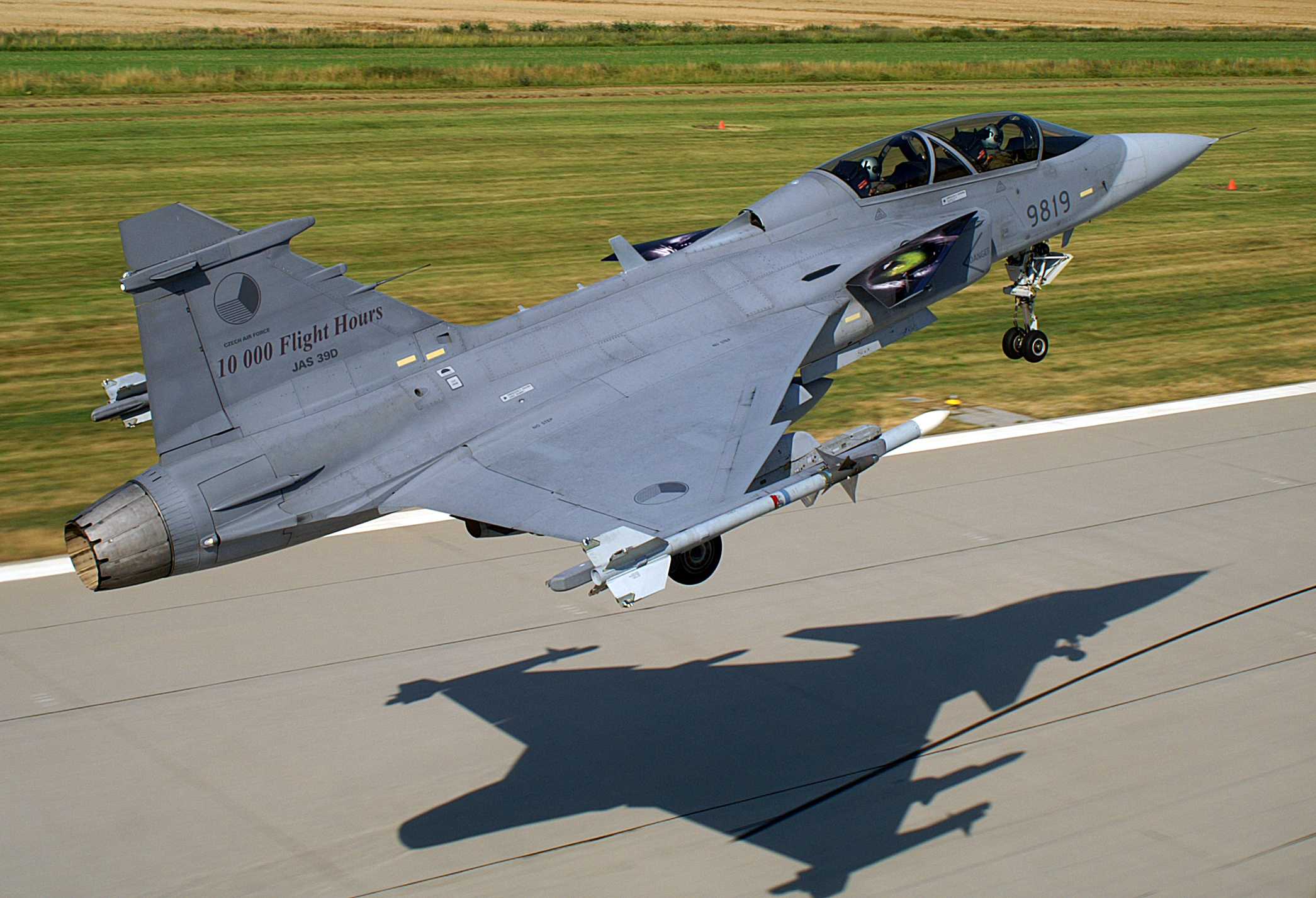
O caça Gripen NG, de fabricação sueca, que foi o modelo vencedor do Projeto FX-2, se tornará o novo caça de superioridade aérea brasileiro. Na imagem, dois exemplares da versão antiga JAS 39. O Brasil usará o modelo NG, ainda em desenvolvimento.

Já está concretizado pelo Ministério da Defesa, o negócio com as empresas Eurocopter da França e a brasileira Helibrás, por 1,89 bilhão de euros, para a compra e fabricação no Brasil, com transferência de tecnologia, de 50 helicópteros EC-725 Super Cougar, que estão entre os helicópteros militares de transporte de tropas mais modernos do mundo, serão distribuídos entre as três forças armadas. E quinze helicópteros UH-60L Black Hawk já foram encomendados pelo Ministério da Defesa por 525 milhões de dólares estadunidenses as empresas estadunidenses Sikorsky Aircraft Corporation e General Electric Engines, serão distribuídos entre a Força Aérea e o Exército.
Cem aviões leves de ataque A - 29 Super Tucano já foram entregues, foram adquiridos da empresa brasileira Embraer, esta aeronave é um sucesso de vendas da empresa, e inclusive foi utilizada no ataque da Força Aérea Colombiana a um acampamento do grupo narcoguerrilheiro Forças Armadas Revolucionárias da Colômbia, onde Raúl Reyes, o número 2 na hierarquia do grupo, veio a óbito.
O governo brasileiro, através da Força Aérea Brasileira, está participando em sociedade com as empresas Mectron do Brasil, a sul-africana Denel Aerospace Systems e a Força Aérea Sul-Africana no desenvolvimento e construção do míssil ar-ar A-Darter, projeto estimado em 130 milhões de dólares estadunidenses, este míssil equipará os sessenta e oito caças F-5 da Força Aérea Brasileira, e as futuras aeronaves de quinta geração que serão adquiridas em processo licitatório que está em andamento. Além disto, a empresa Mectron desenvolveu para a FAB, outros mísseis, como o MAA-1B Piranha e o míssil anti-radiação MAR-1, que foi concebido para atacar radares de sistemas de defesa antiaérea, terrestres e marítimos.
Também está em desenvolvimento pela Embraer, com apoio do governo brasileiro, uma nova aeronave para transporte de tropas, cargas e lançamento de paraquedistas, a ser utilizada pela FAB, o Embraer KC-390, o congresso brasileiro aprovou 800 milhões de reais para a Embraer concluir o projeto, já é considerada pela imprensa especializada como a aeronave mais moderna da categoria, tal aeronave já despertou interesse internacional, e vários países já demonstraram interesse em adquiri-la e até participar no seu desenvolvimento, como a França e a Colômbia.
A Força Aérea adotou o uso dos veículos aéreos não tripulados, conhecidos pela sigla VANT, que são controlados remotamente por militares. E a FAB já fez um investimento no valor de 32 milhões de reais para a utilização dos VANTs israelenses Hermes 900; que foram utilizados durante a Copa do Mundo.